# 32442 Heejaelee
32442 Heejaelee este o planetă minoră (asteroid), cu un diametru de 15,745 km, din centura de asteroizi. A fost descoperită pe 5 septembrie 2000 la Stația Anderson Mesa de Lowell Observatory Near-Earth-Object Search. 
Obiectul prezintă o orbită caracterizată de o semiaxă mare de 3,143255 UAi, o excentricitate de 0,11, o înclinație de 16,05853 ° în raport cu ecliptica.